# Irene (film, 1926)
Pour les articles homonymes, voir Irene.

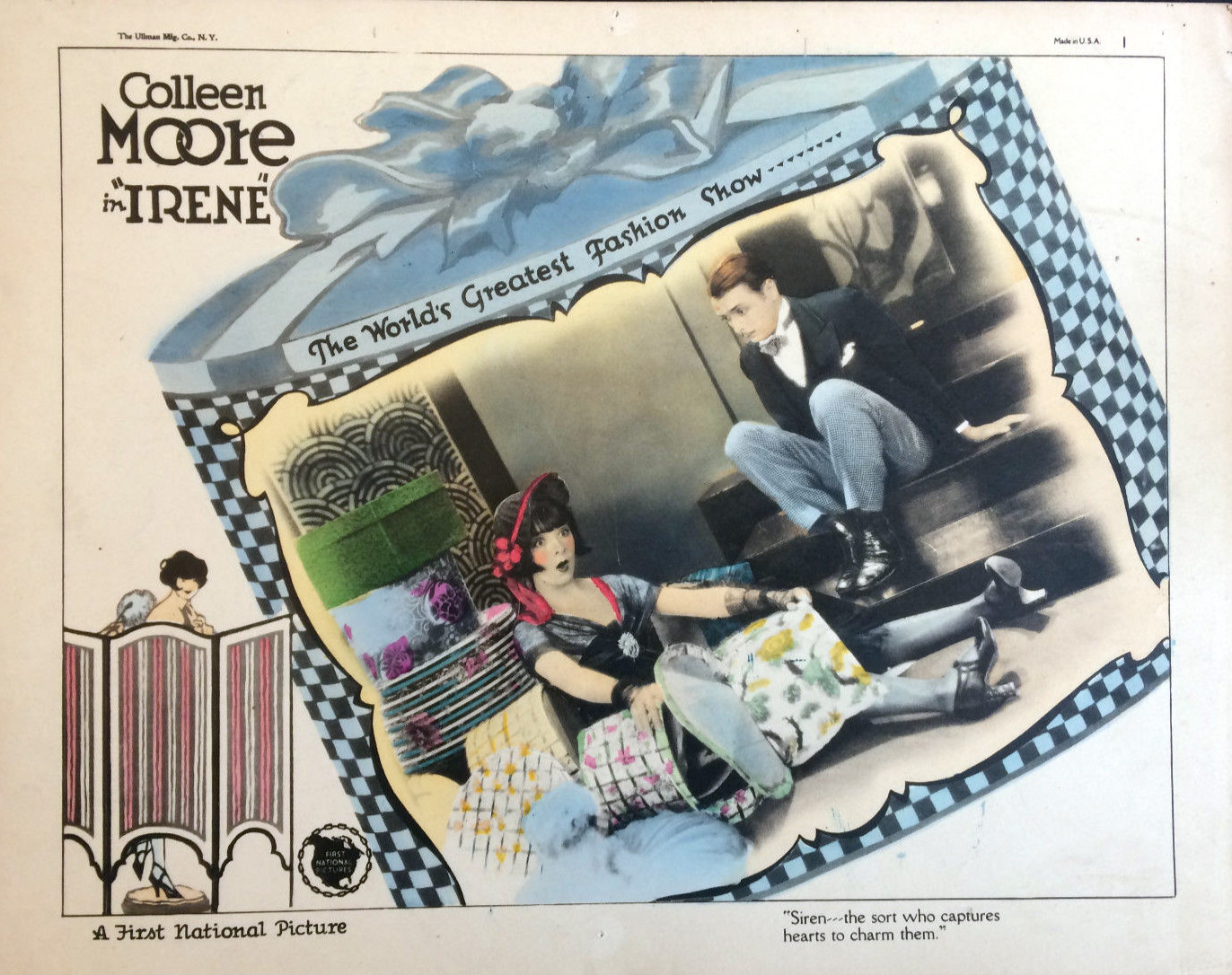
Carte promotionnelle du film

Irene est un film américain partiellement en Technicolor réalisé par Alfred E. Green, sorti en 1926.

## Synopsis
Iréne, une jeune fille Irlandaise, se dispute avec sa famille et part à New York pour y chercher la gloire et la fortune. Elle y trouve un travail de couturière et de mannequin, et fréquente Donald, le fils d’une riche famille. Mais la mère de celui-ci désapprouve cette idylle et essaye de discréditer Irène.

## Fiche technique
- Réalisation : Alfred E. Green

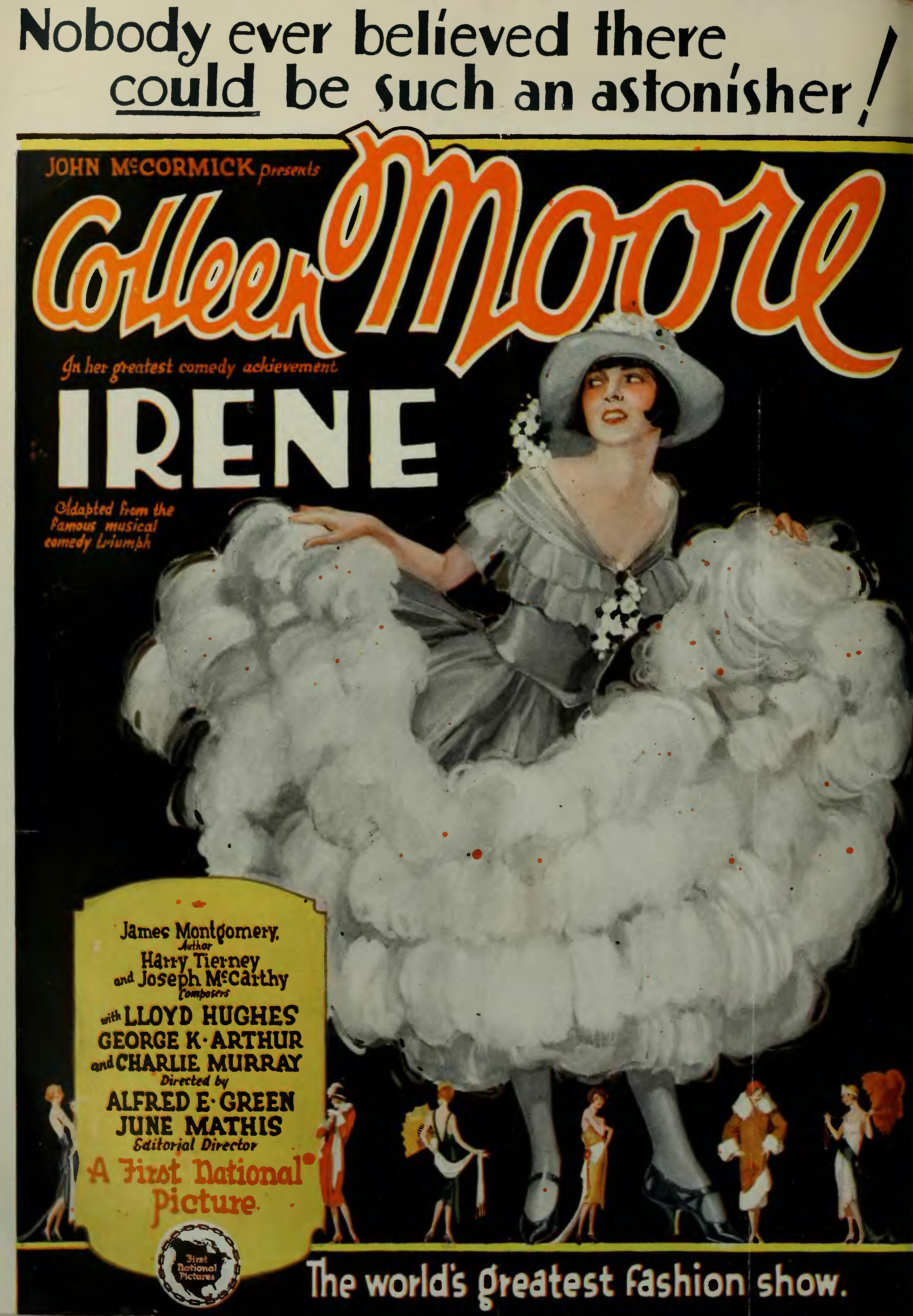
Annonce pour le film dans The Film Daily.

- Scénario : June Mathis, Rex Taylor d'après la comédie musicale Irene de James Montgomery[1].
- Producteur : John McCormick
- Genre : Comédie sentimentale[2]
- Photographie : Ted D. McCord
- Montage : Edwin Robbins
- Musique : Harry Tierney, Joseph McCarthy
- Distributeur : First National Pictures
- Durée : 9 bobines[3]
- Date : 21 février 1926

## Distribution
- Colleen Moore : Irene O'Dare
- Lloyd Hughes : Donald Marshall
- George K. Arthur : Madame Lucy
- Maryon Aye : Helen Cheston
- Ida Darling : Mrs. Warren Marshall
- Edward Earle : Larry Hadley
- Bess Flowers : Jane Gilmour
- Betty Francisco : Cordelia Smith
- Cora Macey : Mrs. Gilmour
- Charles Murray : Pa O'Dare
- Eva Novak : Eleanor Hadley
- Kate Price : Ma O'Dare
- Laurence Wheat : Bob Harrison
- Lydia Yeamans Titus : Mrs. Cheston

## Production
Quelques scènes ont été tournées en Technicolor deux couleurs, ce qui a couté 100 000 $ sur un budget total de 150 000 $. Cependant le résultat n'est pas jugé satisfaisant en particulier pour le rendu du bleu.